# EastEnders
EastEnders es una telenovela británica, que se transmite desde el 19 de febrero de 1985 por la cadena BBC One. Actualmente la serie se sitúa como uno de los programas más vistos en el Reino Unido. La serie fue creada por Julia Smith y Tony Holland.
EastEnders cuenta la historia de la vida doméstica y profesional de las personas que viven en la ciudad ficticia de London Borough de Walford, ubicada en East End, Londres. Principalmente se centra en los residentes de Albert Square, un vecindario conformado por calles como Bridge Street, Turpin Road y George Street.

## Historia
La serie cuenta la vida de los habitantes de Walford, una ciudad imaginaria de uno de los barrios del Este de Londres. El escenario principal es una plaza, también ficticia, denominada Albert Square, en la que se encuentran un puñado de casas, un café (llamado The Queen Victoria Public House o simplemente The Vic), un bar, un mercado, una discoteca, un centro comunitario, una cafetería, un parque y varias empresas pequeñas.

## Premios y nominaciones
La serie ha ganado más de 268 premios y ha sido nominada a más de 665. EastEnders fue incluida en el salón de la fama de los premios Rose d'Or.
EastEnders ha ganado seis premios BAFTA, once National Television Awards por "serie dramática más popular", ocho British Soap Awards por "mejor telenovela", ocho TV Quick/TV Choice Awards por "mejor serie", cinco TRIC Awards por "telenovela del año" y cuatro Royal Television Society Awards por "mejor drama continuo". También ha ganado un premio Inside Soap, en la categoría de "mejor telenovela", entre otros.

## Localizaciones

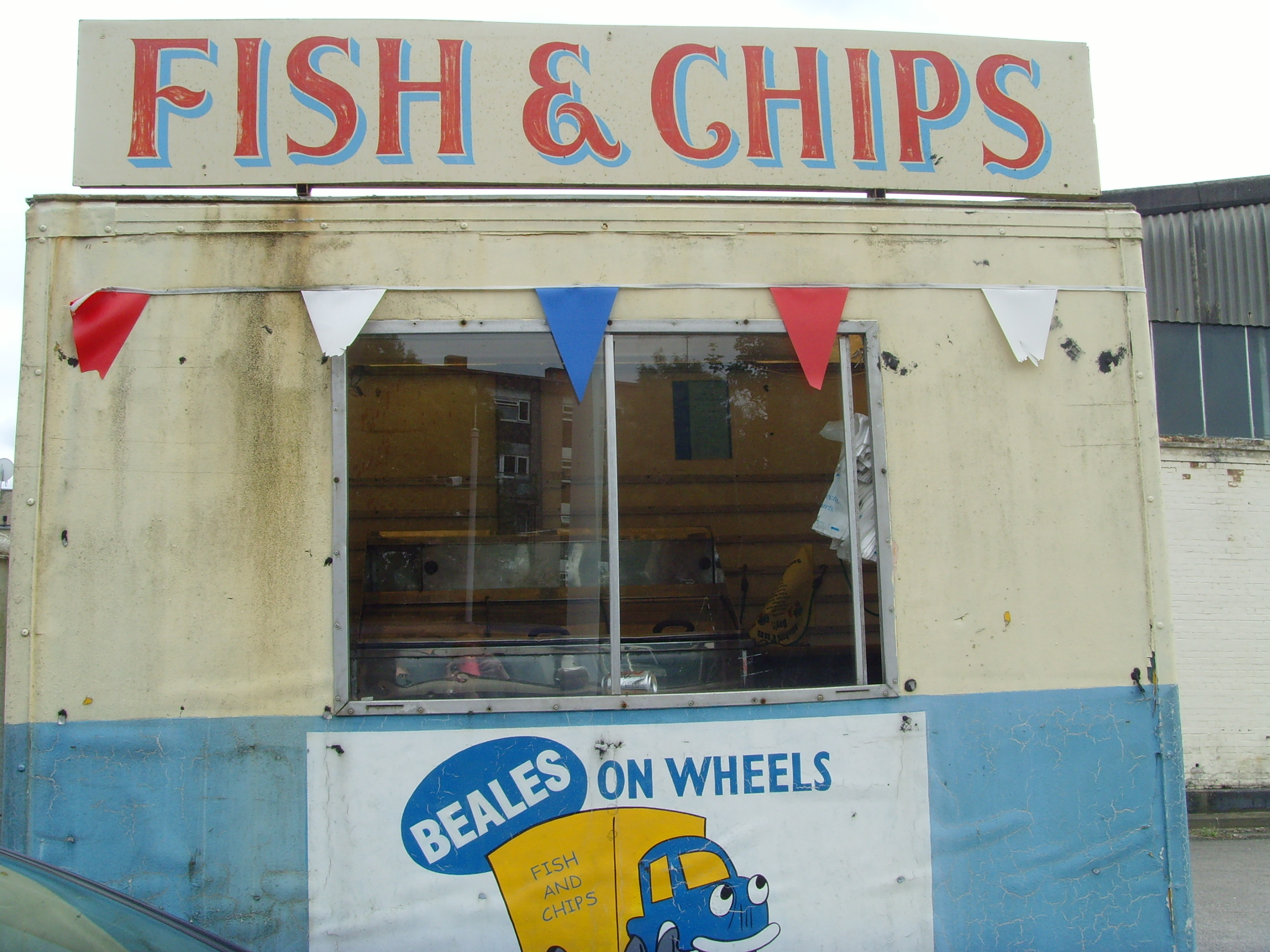
Fish and Chips

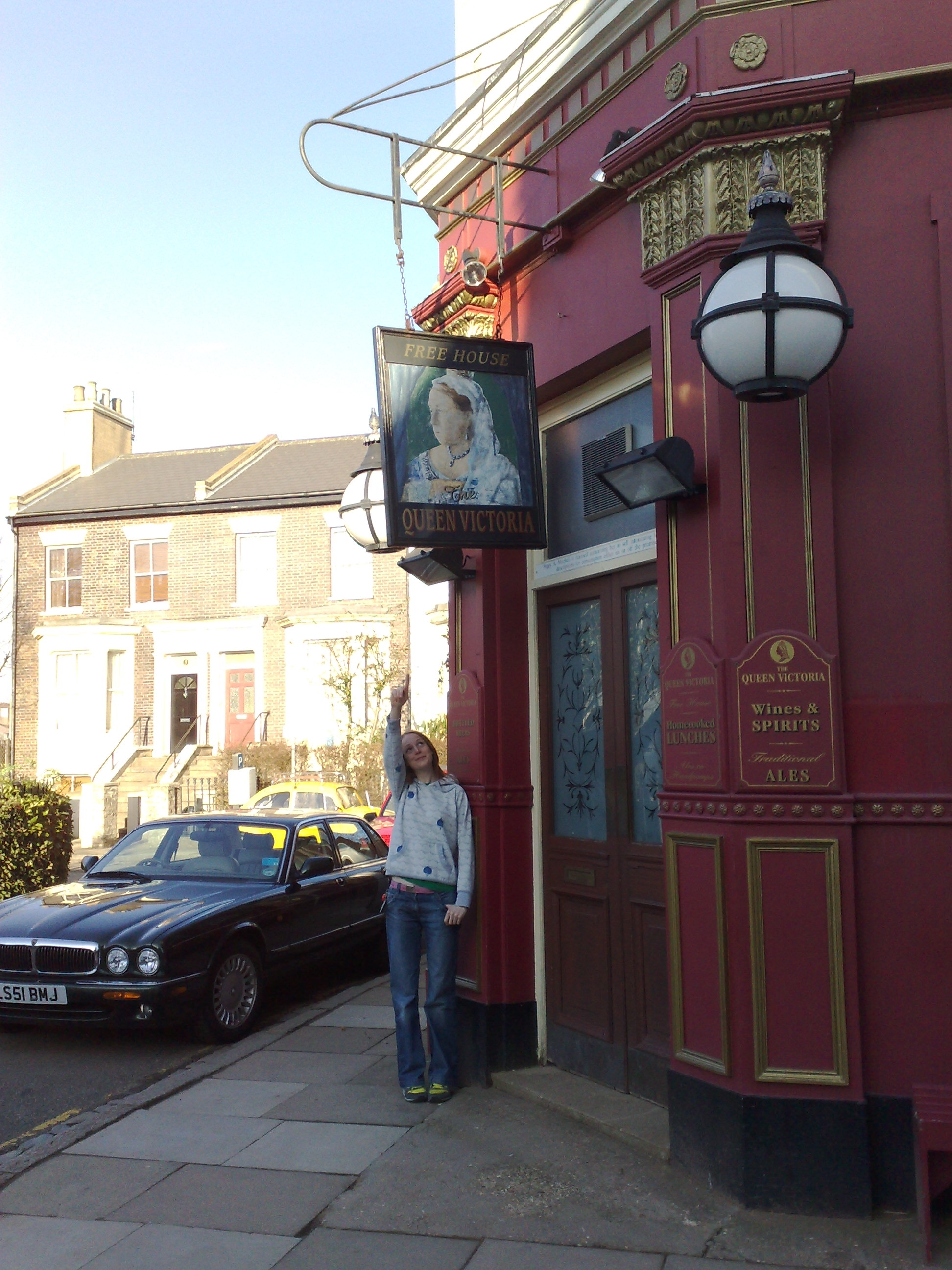
Queen Victoria

- Albert Square - es el centro del lugar, El Albert Square está lleno de jardines, los cuales fueron colocados ahí en memoria de Arthur Fowler. El banco de flores también es llamado Bench of Tears, ya que suele ser el lugar en donde casi todos los personajes van a llorar.
- Walford - ciudad ubicada en East London. Waldford tiene un suburbio llamado E20, en donde se ubican la comisaría de Waldford, el hospital general, las escuelas de primaria y secundaria, el club de fútbol, además de dos estaciones de metro.
- Walford East Tube Station - es la estación del metro compuesta por Waldfort East & Walford East, la cual se encuentra a poca distancia de Albert Square. La estación aparece ocasionalmente con la llegada y salidas de residentes como Alfie Luna, Slater Stacey, Atkinson Bert, Zoe Slater, Mo Mitchell, Steven Beale y Yolande Trueman. La estación apareció por primera vez en 1985 cuando Lou Beale se desmayó afuera de ella y luego fue ayudada por Sue Osman quien estaba saliendo de la estación y por Nick Cotton quien se encontraba cerca del lugar. Los sonidos de la estación y los trenes se pueden escuchar frecuentemente en varios episodios. La primera aparición del tren fue en 1988 en el funeral de Lou Beale. Los trenes no volvieron a aparecer hasta el 4 de febrero de 2010.
- The Queen Victoria - es el pub o centro de reuniones de los personajes. El Queen Victoria cuenta con la dirección 46 Albert Square, Walford, London E20. En ella han sucedido eventos importantes como Den Watts durmiendo con la mejor amiga de su hija, Michelle Fowler, la muerte de Tom Clements en el baño de hombres a causa de un ataque al corazón, el incendio del centro ocasionado por Grant Mitchell con el fin de obtener dinero del seguro. Douggie Briggs disparándole a Michelle Fowler, Mo Mitchell siendo violada por Graham Foster, La boda de Kat y Alfie Moon, Chrissie matando a su esposo Den Watts (Dirty Den) y enterrándolo en el sótano de la taberna. La muerte de Archie Mitchell después de que el busto de la reina Victoria cayera en su cabeza el cual había sido empujado por Stacey Slater, entre otros.
- R&R - es el club nocturno de East End, ubicado en el 4 Turpin Road, con el paso del tiempo el club ha tenido varios nombres entre ellos "The Cobra Club", "The Market Cellar", "e20", "Angie's Den" y "Scarlet". Algunos de los sucesos importantes que han ocurrido en el club son: Annie Palmer siendo golpeada por unos matones de una compañía de préstamos, Saskia Duncan siendo asesinada después de estar en una pelea con Steve Owen y Matthew Rose, Beppe di Marco desmayándose en la oficina de Steve después de tomar una mezcla de drogas, Melanie Owen incendiando el club, Ruby Allen siendo asaltada, Janine Butcher drogando a Jack Branning y atándolo a un radiador, entre otros.
- Dickens Hill - es la prisión de la ciudad, algunos de los residentes que han estado en la cárcel son Den Watts (por incendio y ataque), Nick Cotton (por tráfico de drogas), Johnny Harris, Barnsey Barnes (por ocasionar lesiones graves), Queenie Price, Trevor Kellow (por asalto), Victor Hampton (por robo), entre otros.

## Spin-offs

### Redwater
Es un spin-off de EastEnders el cual se centra en Alfie Moon y Kat Slater quienes se mudan de Walford a Redwater para buscar al hijo perdido de Kat, Luke, quien fue dado en adopción a una familia irlandesa hace 32 años. Ambientada en el pueblo irlandés ficticio "Redwater", donde sus residentes están escondiendo un oscuro secreto.

## Producción
La idea de la nueva telenovela de la BBC1 fue concebida en 1983 por los ejecutivos de la BBC principalmente por David Reid, en ese entonces el jefe de series. La serie fue creada por Julie Smith y el escritor Tony Holland, ambos famosos por su trabajo en Z Cars. Ambos crearon a 24 personajes originales basados en la propia familia de Holland y a las personas que recordaban de sus propias experiencias en el East End.
Pronto Alan Jeapes y Simon May fueron los encargados de crear la secuencia de títulos y la melodía del programa. Cuando Julia Smith pensó que "Eastenders" se escribía muy feo decidió cambiar el título a "EastEnders". Después de tener todo listo las filmaciones comenzaron a finales de 1984 y se estrenó el 19 de febrero de 1985. 
EastEnders pronto se volvió en uno de los programas más vistos en el Reino Unido, a solo ocho meses de su estreno, la serie alcanzó el puesto número uno en las calificaciones. El programa hace referencia a temas polémicos y tabús, que previamente no se han visto en la televisión británica.
Originalmente iba a salir al aire como dos episodios de media hora por semana. Desde agosto de 2001 cuatro episodios son transmitidos cada semana por la BBC One. 
En marzo del 2010 Bryan Kirkwood se unió a la serie como el nuevo productor ejecutivo después de que el show celebrara su 25 aniversario.
En febrero del 2010, para el 25 aniversario del programa se transmitió un episodio en donde se reveló que el asesino de Archie Mitchell era Stacey Slater. La actriz que interpreta a Stacey (Lacey Turner), se enteró de que su personaje era el asesino a solo 30 minutos antes de comenzar a grabar. Durante los momentos finales del episodio Stacey le reveló a Max Branning lo que había hecho y los demás actores de la serie se enteraron al mismo tiempo que el público cuando el episodio fue transmitido.

## Tema principal y logo[5][6]
| Número | Canción                                                               | Compuesta | Duración        |
| ------ | --------------------------------------------------------------------- | --------- | --------------- |
| 1      | EastEnders (mapa en blanco y negro, azul los ríos)                    | Simon May | 1985 - 1991     |
| 2      | EastEnders (tema original es remasterizado con Dolby Stereo)          | Simon May | 1991 - 1993     |
| 3      | EastEnders (tema original con mezcla de Jazz, mapa a color)           | Simon May | 1993 - 1994     |
| 4      | EastEnders (se regresa al original con un toque refrescante)          | Simon May | 1994 - 1998     |
| 5      | EastEnders (empezó a aparecer el logo de la BBC en la parte superior) | Simon May | 1998            |
| 6      | EastEnder (aparece el logo de la BBC abajo del título)                | Simon May | 1998 - 1999     |
| 7      | EastEnder (mapa actualizado, con más color)                           | Simon May | 1999 - 2006     |
| 8      | EastEnder (con pantalla panorámica completa)                          | Simon May | 2006 - 2009     |
| 9      | EastEnder (mapa en 3D)                                                | Simon May | 2009 - 2010     |
| 10     | EastEnder25 (lanza dos aberturas especiales por el 25º aniversario)   | Simon May | Febrero de 2010 |
| 11     | EastEnder (en HD)                                                     | Simon May | Octubre de 2010 |

### Especiales
La canción de Julia, es una versión alternativa del tema habitual, la canción lleva el nombre de una de las creadoras de la serie Julia Smith. Actualmente el tema es el que se usa. La versión completa de la canción se incluyó en el álbum recopilatorio de Simon May. 
La canción por lo general suena cuando sucede un evento especialmente emotivo, como la salida de algún personaje o algún suceso importante.
La canción de Peggy, es una nueva variación del tema de Julia, escrita por Simon May. El tema fue presentado en el episodio de la despedida de Barbara Windsor transmitido el 10 de septiembre de 2010. Esta canción también se encuentra en el álbum de Simon May.
| Número | Canción                 | Artista      | Compuesta | Duración        |
| ------ | ----------------------- | ------------ | --------- | --------------- |
| 1      | Anyone Can Fall in Love | Anita Dobson | Don Black | 1991 - 1993     |
| 2      | Julia's Song            | -            | Simon May | 1985 - presente |
| 3      | Peggy's Song            | -            | Simon May | 2010 - presente |

## En la cultura popular
Desde su estreno en 1985 la serie ha tenido un gran impacto en la cultura popular británica. Con frecuencia es mencionada en varios medios de comunicación, incluyendo canciones y programas de televisión.

### En televisión
Un especial para caridad llamado Dimensions in Time fue filmado en 1993 como crossover entre la serie de ciencia ficción Doctor Who y EastEnders para "Children in Need" y fue lanzado en dos partes, una estrenada el 26 de noviembre y la segunda el 27 de noviembre del mismo año.
Los personajes de Barry, Sharon, Phil, Peggy, Beppe, Mark y Dot aparecieron en el programa animado 2DTV. Otros personajes también han aparecido en el show cómico The Real McCoy entre 1991 y 1995. Uno de los sketches regulares de la serie es una parodia de EastEnders en donde comediantes negros interpretan a los personajes de la serie y frecuentan un pub llamado Rub-a-Dub. En 1997 el personaje de Pauline Fowler fue mencionado en el exitoso drama This Life. En un episodio de la serie los personajes Anna y Ferdy se encuentran viendo un episodio de EastEnders y se burlan de la histeria de Pauline. En 1999 el primer episodio de Spaced hace referencia al personaje de Michelle Fowler.
Un especial de A Question of Sport, A Question of EastEnders, salió al aire en 2000 para conmemorar el decimoquinto aniversario de la serie. Algunos de los personajes de la serie son imitados frecuentemente en el programa Big Impression protagonizado por Alistar McGowan y Ronni Ancona, en uno de sus especiales fue llamado Alistar McGiwan BigEnders.
Dawn French y Jennifer Saunders crearon un sketch de comedia llamado French & Saunders donde participaron los actores Kacey Ainsworth, Jessie Wallace y Shane Richie, quienes interpretan a Mo Mitchell, Kat Moon y Alfie Moon, respectivamente en EastEnders. En este French y Saunders interpretaron a dos mujeres mayores que interrumpen el rodaje de un episodio de la serie.
En 2004 EastEnders apareció de nuevo en un sketch para "Children in Need", en donde aparecieron las gurús de la moda Trinny Woodall y Susannah Constantine, quienes les hicieron a los personajes de Mo Mitchell y Mo Harris un cambio de imagen en su programa de televisión What Not to Wear.
En noviembre de 2005 Catherine Tate apareció en un segmento para "Children In Need" en donde se unieron EastEnders y el show de Catherine. En este Barbara Windsor interpretó a Peggy Mitchell, Kacey Ainsworth a Mo Mitchell, Lacey Turner a Stacey Slater y Tate como Lauren Cooper. El sketch mostraba a Lauren llegando a Waldford buscando vengarse de Stacey, quien aparentemente le había robado a su novio. Lauren apareció en la lavandería en una escena con Mo y de nuevo en La Reina Victoria con Peggy y Stacey.
En 2006 un especial de EastEnders fue grabado para el episodio "Army of Ghosts" de la serie Doctor Who, en la escena Peggy Mitchell se enfrenta al fantasma de Den Watts y le ordena que se vaya de su bar ya que no le servían a espíritus.
En 2008 la comediante Katy Brand mencionó a los personajes de Pat Evans y Frank Butcher en un sketch en su show Katy Brad's Big Ass Show. En su programa The Kevin Bishop Show, Kevin Bishop interpretó a David Mitchell quien llegó a Albert Square, como el tercer hermano Mitchell. Otros sketches incluyen parodias de los personajes de Peggy Mitchell y Stacey Slater.

### En música
El DJ Chris Moyles mezcló el sencillo de Shaggy llamado "It Wasn't Me" el cual se escuchó en la historia Quién mató a Phil. El álbum Beelzebubba banda de punk "The Dead Milkmen" contiene una canción llamada Bad Party, cuya letra dice: Voy a dispararle a alguien/Si no dejan de hablar acerca de EastEnders. 
El grupo británico de rap "Fierce Girl", tiene una canción llamada "What Makes a Girl Fierce", en donde se puede escuchar las letras: Kat Slater es nuestra hermana.
EastEnders también ha sido mencionada en la canción "Sirens" de Dizzee Rascal, la canción "Kill the Director" del grupo The Wombats, "Could Well Be In" de The Streets y en "Complain Neighbours" de Tippa Irie. 
El tema de la serie ha sido parodiado por MC Devvo, DJ Osymyso y Oxide & Neutrino. La serie también ha sido mencionada en el remix realizado por Sway DaSafo de la canción de Lily Allen llamada "LDN". El álbum de Ian Hunter llamado Rant, contiene una canción llamada "Dead Man Walkin' (EastEnders)".

### En teatro
En la obra de John Gobder Teechers se hace referencia a la serie. Los estudiantes de arte dramático Gail, Salty y Hobby, tres personajes de la obra, dicen que comenzaron a actuar en parte gracias al programa, dando como ejemplo: "Hola Arfur......Mut Bien, Mi Amor".
Cuando el actor Nick Miles, quien interpretó a Jimmy King en la serie, actuó en la obra Meeting Joe Strummer, su personaje era de Waldford. En una entrevista Miles comentó que originalmente su personaje sería de un pueblo de Emmerdale sin embargo fue cambiado a Waldford.

### En publicidad
Durante la década de 1990, Mike Reid apareció en un anuncio de la bebida Oasis, en el anuncio Mike estaba vestido como Frank y este se encontraba deambulando hasta que toma la bebida y exclama "Pat... Oh Pat, ¿qué me has hecho Pat?", en relación con su personaje en la serie.
En 1997 en un comercial de BT promocionando Friends and Family, aparecieron 10 personajes de la serie, en el anuncio Letitia Dean llama a 9 de sus compañeros entre ellos Susan Tully, Tom Watt, Leslie Grantham, Anna Wing, Oscar James, Linda Davidson, Peter Dean, Michelle Collins y a Bill Treacher. Por este anuncio la BBC amenazó a la BT con iniciar acciones legales en su contra, sin embargo el bocero de la BT le dijo al periódico británico The Sun, que la cadena no seguía órdenes de la BBC, poco después de la BBC retiró su amenaza de demandarlos y la BT tuvo que pagar una cantidad no revelada de cinco cifras.
A finales de la década de 1990 Leslie Grantham apareció en un comercial para Radox Everfresh, en donde al inicio Leslie dice "No tan sucio ahora Den, eh?" y al final dice "Vida después de la telenovela..... no hay problema".
En 2008 Dean Gaffney, quien interpretó a Robbie Jackson, apareció en un anuncio de Daz junto a las actrices Julie Goodyear y Sue Jenkins, el anuncio también incluyó una parodia de la canción del programa.

### Otros
En 1985 EastEnders fue el primer programa de televisión en obtener una instalación "dial-a-soap", dirigida por British Telecom, la cual permitía a las personas que se hubieran perdido algún episodio actualizarse inmediatamente con solo llamar a un número. La sinopsis que se daba duraba un minuto y veintiocho segundos por episodios y la actriz Wendy Richard quien interpretaba a Pauline Fowler fue la elegida para ser la voz en el otro extremo de la línea narrando cada episodio.
Una imagen promocional de Pauline Fowler y Joe Macer fue usada en la página oficial de la serie Torchwood, en un artículo de la revista de ficción acerca de aliens. El nombre de la serie también se puede observar en la serie de películas porno llamadas "RearEnders", que también tiene una parodia del logo de la serie.
En 2006 la Oficina de Estadísticas Nacionales atribuyó el aumento de bebés llamados Ruby, por el personaje de la serie Ruby Allen (interpretada por la actriz Louisa Lytton).
También el programa es mencionado varias veces en la serie de libros llamados Shopaholic de la escritora Sophie Kinsella, en donde EastEnders es el programa favorito del personaje principal, Becky Bloomwood.